# Restriktorplatta

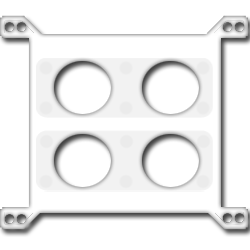
Schematisk bild på utförandet av en restriktorplatta till en NASCAR.

En restriktorplatta, alternativt begränsningsplatta, eller helt kort restriktor, är en typ av utrustning som används på vissa fordon för att begränsa deras kraft, och i förlängningen deras hastighet. De används på vissa typer av motorcyklar, men framförallt inom bil racing, exempelvis vid vissa lopp inom NASCAR och Formel 1.